# 沙垻市社
沙垻市社（越南语：／），又作沙巴市社，是越南老街省下辖的一个市社。面积681.37平方千米，2019年总人口81857人。

## 地理
沙垻市社东接保胜县和老街市，西接莱州省三塘县和新渊县，南接文盘县，北接垻洒縣。海拔1640米，番西邦坊境内的番西邦峰海拔3143米，是越南最高峰。年平均气温仅为15.3℃。

## 历史
2012年8月16日，沙垻市镇被评定为四级城镇。
2019年9月11日，沙垻县改制为沙垻市社；撤销沙垻市镇、牢豸社、山仕胡社、沙巴社，沙垻市镇、牢豸社和山仕胡社析置梂迷坊，沙垻市镇和沙巴社析置颔龙坊，沙垻市镇和山仕胡社析置乌季胡坊，沙垻市镇和山仕胡社析置番西邦坊，沙垻市镇、牢豸社和沙巴社析置沙垻坊，沙垻市镇、牢豸社和沙巴社析置沙巴坊，牢豸社和山仕胡社析置黄连社，稔柴社和稔亢社合并为连明社，清富社和率偷社合并为芒波社，休滔社和史班社合并为芒花社，本光社和左江泙社合并为五指山社，清金社和本冯社合并为清平社，沙巴社剩余区域划归中扯社管辖。

## 行政区划
沙垻市社下辖6坊10社，市社人民委员会位于沙垻坊。
- 梂迷坊（Phường Cầu Mây）
- 颔龙坊（Phường Hàm Rồng）
- 乌季胡坊（Phường Ô Quý Hồ）
- 番西邦坊（Phường Phan Si Păng）
- 沙垻坊（Phường Sa Pa）
- 沙巴坊（Phường Sa Pả）
- 本湖社（Xã Bản Hồ）
- 黄连社（Xã Hoàng Liên）
- 连明社（Xã Liên Minh）
- 芒波社（Xã Mường Bo）
- 芒花社（Xã Mường Hoa）
- 五指山社（Xã Ngũ Chỉ Sơn）
- 左泙社（Xã Tả Phìn）
- 左文社（Xã Tả Van）
- 清平社（Xã Thanh Bình）
- 中扯社（Xã Trung Chải）

## 民族
沙垻市社少数民族主要包括赫蒙族、瑶族等民族。